# Echinodictyum rugosum
Echinodictyum rugosum är en svampdjursart som beskrevs av Ridley och Arthur Dendy 1886. Echinodictyum rugosum ingår i släktet Echinodictyum och familjen Raspailiidae.
Artens utbredningsområde är havet utanför Papua Nya Guinea. Inga underarter finns listade i Catalogue of Life.